# Novi Kóstek
Novi Kóstek (en rus: Новый Костек) és un poble de la república del Daguestan, a Rússia. Segons el cens del 2010 tenia 4.524 habitants.